# 乔·特纳
乔·特纳 （英語：Joel Turner，1987年3月3日—），是一位澳大利亚节奏口技演奏家、歌手、词曲作家、乐器演奏者和唱片制作人。因其于2004年创作的热门歌曲"These Kids"而被人熟知。作为节奏口技演奏家，他以自己的标志性的声音（例如“第三声、牛铃，节拍和低音吉他”）而闻名。他曾在2005年的Beatbox Battle世界冠军赛中获胜，并一直保持冠军直到2009年。